# Lada Kalina Sport
Лада Калина Sport — це спортивна версія ВАЗ-1119. Перший дослідний автомобіль Лада Калина Sport був випущений 15 травня 2008 року. 9 липня 2008 року Лада Калина Sport 1,4 пройшла державну сертифікацію, а Лада Калина Sport 1,6 - 4 вересня 2008 року.

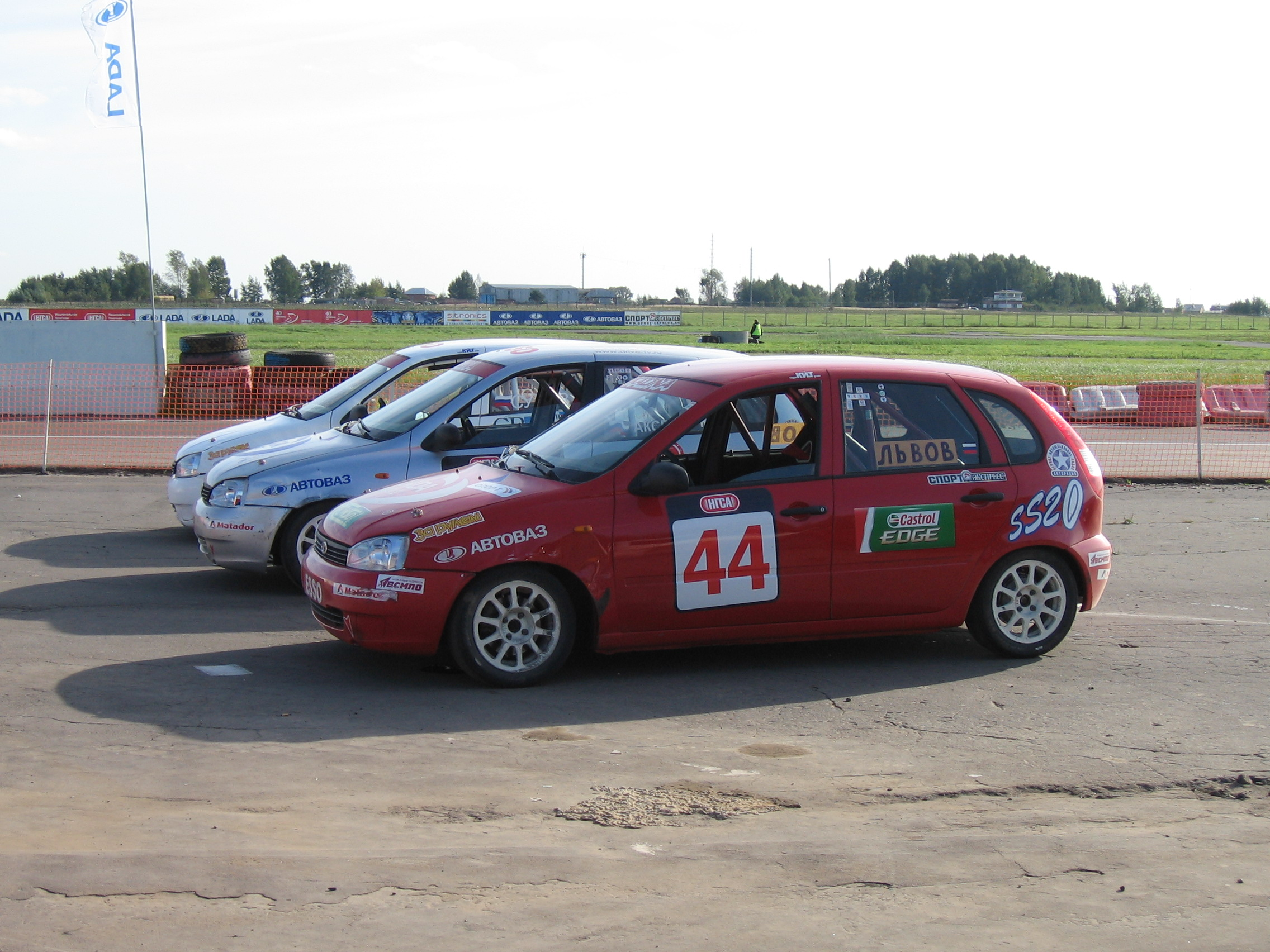
Lada Kalina Sport

31 липня 2008 року перші автомобілі Лада Калина Sport 1,4 вирушили в Москву, Ярославль, Нижній Новгород, Ульяновськ, Вологд, Воронеж, Іжевськ, Кіров, Перм, Оренбург, Волгоград, Красноярськ та інші міста Росії. 
Всього на ОПП Вазу планується щорічне виготовлення 2500 автомобілів Лада Калина Sport обох модифікацій.

## Lada Kalina Sport 1.4
Модель практично аналогічна Калині у виконанні "люкс", відмінності лише в оригінальних деталях: бампера, молдінги дверей, спойлер, насадка вихлопної труби, шильдик на п'ятій двері "Kalina Sport", комбінація приладів з білими шкалами і оранжевим підсвічуванням (на деяких екземплярах зустрічається стандартна зелена, підсвічування кнопок і рукояток залишається зеленою на всіх автомобілях), темний салон, спортивні накладки педалей, передні крісла, матеріали оббивки, оригінальні литі диски (у тому числі і для запасного колеса, тоді як у версії "люкс" запаска на штампованому диску) . До технічних відмінностей можна віднести відсутність подушок безпеки і "коротку" рульову рейку (3,1 оберти від упору до упору замість 4,2) з електропідсилювачем виробництва корейської компанії "Mando".

## Lada Kalina Sport 1.6
Відмінності від версії з двигуном 1,4 літри:

 1. Двигун ВАЗ-21126 1.6 16v;

 2. Спортивна підвіска «СААЗ Спорт». Відмінності від стандартної такі:

 - підвіска занижена на 2 см. (спереду оригінальна стійка і опора в зборі. ззаду зроблена пружини вкорочені методом термоусадки)

 - опора передніх стійок оригінальна. Дозволяє виставляти кастор до +3 градусів. (Із заводу +1,5 градуса).

 - розвал задніх коліс в стандарті мінус 1 градус.

 Негативний розвал задніх коліс і нестандартний кастор передніх коліс позитивно впливає на керованість. Значно збільшуючи швидкість проходження поворотів.

 3. Передні гальмівні диски «Алнас» 282 мм. Гальмівні колодки від ВАЗ-2108 без датчиків.

 4. Задні дискові гальма «Lucas» виробництва «TRW». Гальмівні колодки оригінальні.

 5. АБС відсутня.

 6. 15-дюймові литі диски коліс «K & K» (включаючи запаску) з гумою «Pirelli Cinturato P6» 195/50/R15

 7. КПП оригінальна посилена. Здатна переварювати збільшений крутний момент двигуна 21126.

 8. Головна пара 3,9 замість стандартних 3,7. Крім того шестерня головної пари зроблена полою, що дозволяє рясніше змащувати її маслом.
Як і у версії з двигуном 1,4 літри:

 1. Панелі салону чорні.

 2. Подушок безпеки відсутні (навіть у водія).

 3. Електропідсилювач керма корейський Mondo.

 4. Укорочена рульова рейка.

 5. Передні крісла з розвиненою бічною підтримкою роблять процес управління автомобілем набагато комфортніше.

 6. Обшивка салону двоколірна. На передніх кріслах височина напис «Калина Sport».

## Двигуни
| Індекс       | Модель двигуна | Об'єм    | Клапани/ГРМ | Потужність при об/хв    | Крутний момент при об/хв | Роки випуску |
| ------------ | -------------- | -------- | ----------- | ----------------------- | ------------------------ | ------------ |
| Бензинові Р4 |                |          |             |                         |                          |              |
| 1.4 16V      | VAZ 11194      | 1390 см³ | 16/DOHC     | 89 к.с. (65,5 кВт)/5200 | 127 Нм/4200-4800         | з 2008       |
| 1,6 16V      | VAZ 21126      | 1596 см³ | 16/DOHC     | 98 к.с. (72 кВт)/5600   | 145 Нм/4000              | з 2008       |